# Clyde Tombaugh
Clyde William Tombaugh (LaSalle, Illinois, 4 de febrero de 1906-Las Cruces, Nuevo México, 17 de enero de 1997) fue un astrónomo estadounidense, descubridor del planeta enano Plutón en 1930. Para localizarlo utilizó un microscopio de parpadeo, con el que comparó fotografías de una región del cielo que habían sido tomadas con varios días de diferencia.
Tombaugh falleció en 1997. En 2006 aproximadamente una onza de sus cenizas fueron enviadas al espacio en la misión New Horizons, junto a una sonda que rastreó este planeta enano por primera vez en la historia, alcanzándolo el 14 de julio de 2015.

## Descubrimiento de Plutón

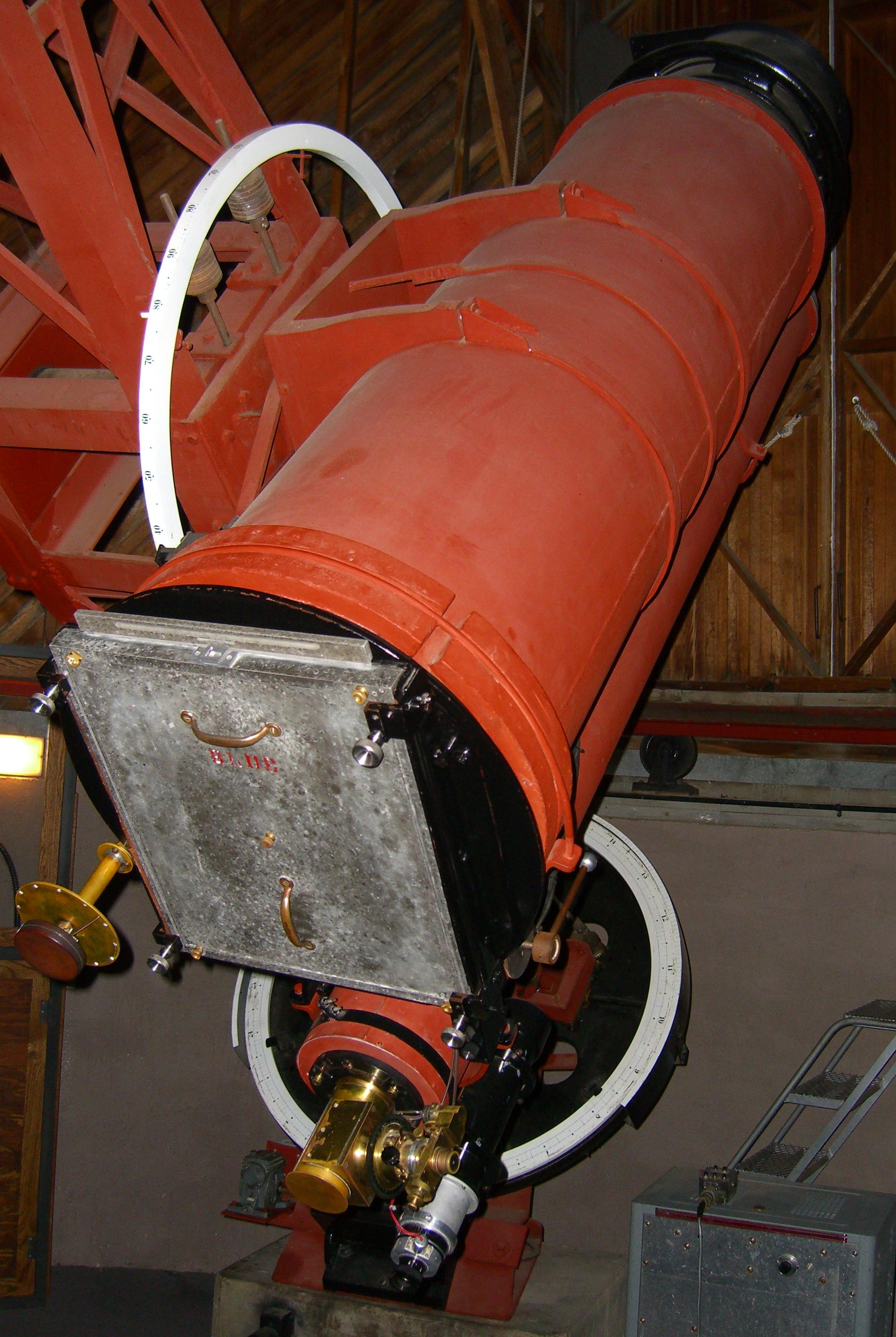
Instrumento para tomar fotografías usado por Tombaugh.

Tombaugh trabajaba en el Observatorio Lowell en Flagstaff (Arizona), donde llevaba una búsqueda sistemática de cuerpos más allá de la órbita de Neptuno. Buscaba el planeta X, un hipotético planeta capaz de explicar por sus interacciones gravitatorias con Neptuno algunos detalles de la órbita de este último. La existencia del Planeta X había sido predicha por Percival Lowell y William Pickering.
Plutón recibió su nombre del dios romano del mundo de los muertos, capaz de volverse invisible. El nombre fue favorecido entre una lista de varios otros en parte por iniciarse con las letras PL, iniciales de Percival Lowell.

## Honores

### Eponimia
El asteroide (1604) Tombaugh descubierto por Carl Otto Lampland el 24 de marzo de 1931 fue nombrado en su honor por el descubrimiento de Plutón, a propuesta del observatorio Lowell. En total, Tombaugh descubrió 15 asteroides principalmente en sus búsquedas de Plutón y otros planetas. 
Son los siguientes:
| Asteroides descubiertos: 15 | Asteroides descubiertos: 15 |
| --------------------------- | --------------------------- |
| (2839) Annette              | 5 de octubre de 1929        |
| (2941) Alden                | 24 de octubre de 1930       |
| (3310) Patsy                | 9 de octubre de 1931        |
| (3583) Burdett              | 5 de octubre de 1929        |
| (3754) Kathleen             | 16 de marzo de 1931         |
| (3775) Ellenbeth            | 6 de octubre de 1931        |
| (3824) Brendalee            | 5 de octubre de 1929        |
| (4510) Shawna               | 13 de diciembre de 1930     |
| (4755) Nicky                | 6 de octubre de 1931        |
| (5701) Baltuck              | 26 de octubre de 1929       |
| (6618) Jimsimons            | 16 de septiembre de 1936    |
| (7101) Haritina             | 17 de octubre de 1930       |
| (7150) McKellar             | 11 de octubre de 1929       |
| (8778) 1931 TD3             | 10 de octubre de 1931       |

### Sus cenizas y la sondaNew Horizons
Las cenizas de Clyde Tombaugh viajan en un recipiente fijado en la parte inferior de la sonda New Horizons. En la tapa de esta urna funeraria espacial lleva una inscripción en inglés: «En el interior están los restos del estadounidense Clyde W. Tombaugh, que descubrió Plutón y la tercera zona del sistema solar. Hijo de Adelle y Muron, esposo de Patricia, padre de Annette y de Alden, astrónomo, profesor, aficionado a los juegos de palabras, y amigo: Clyde W. Tombaugh (1906-1997)».